# Editura Albatros
Editura Albatros este o editură din România care a apărut în 1971, fosta Editura Tineretului (1952-1970). Spre deosebire de predecesoarea sa care a publicat literatură pentru copii și tineret, Editura Albatros publică în plus și volume de literatură și cultură generală română cât și străină. Preocuparea editurii este de a publica în primul rând literatură și cultură română.

## Istoric
Editura a apărut în 1971 după redenumirea și reprofilarea Editurii Tineretului.
La 8 aprilie 1997, prin Hotărârea nr. 94/1997 a Guvernului României se înființează  Societatea Comercială Editura Albatros S.A. prin reorganizarea Editurii Albatros, instituție publică din subordinea Ministerului Culturii, care se desființează.

## Colecții
Unele colecții le continuă pe cele publicate în cadrul Editurii Tineretului.
- Atlas
- Aventura
- Cristal

- Cutezătorii
- Fantastic Club
- Lyceum
- Colocviile adolescenței